# Coenochilus brunneus
Coenochilus brunneus är en skalbaggsart som beskrevs av Saunders 1842. Coenochilus brunneus ingår i släktet Coenochilus och familjen Cetoniidae. Inga underarter finns listade i Catalogue of Life.